# Lucia Recchia
Lucia Recchia (Rovereto, 8. siječnja 1980.) umirovljena je talijanska alpska skijašica.

## Olimpijske igre
Lucia je nastupila na tri puta na Olimpijskim igrama. U Salt Lake Cityju osvojila je 18. mjesto u kombinaciji i 24. u spustu, u Torinu osvojila je 8. mjesto u superveleslalomu i 13. u spust. Četiri godine kasnije na igrama u Vancouveru osvojila je 7. mjesto u superveleslalomu i 9. u spustu.

## Svjetski kup
U Svjetskome skijaškome kupu Lucia je nastupala od 1998. godine. Imala je dva pobjednička postolja,  osvojeno drugo i treće mjesto u superveleslalomu.

## Vanjske poveznice
- Osobna stranica Lucie Recchie  Arhivirana inačica izvorne stranice od 31. prosinca 2010. (Wayback Machine)
- Statistika FIS-a  Arhivirana inačica izvorne stranice od 30. rujna 2007. (Wayback Machine)